# Brega pop
Il brega pop o calypso è un genere musicale brasiliano di origine paraense, raffinato dal brega. Ha l'influenza dei ritmi regionali del Pará come: lambada, carimbó, guitarrada, siriá in fusione con calypso, ska e reggae dei paesi dei Caraibi. 
È stato creato da musicisti dello stato del Pará nella città di Belém, che hanno deciso di combinare la già tradizionale brega con altri ritmi della musica caraibica come il calypso. Si è sviluppata principalmente negli anni '90, in concerti e balli nei locali notturni di periferia e, attraverso la divulgazione operata dai venditori ambulanti, della produzione di piccoli musicisti locali.